# Catedral de San Andrés (Glasgow)

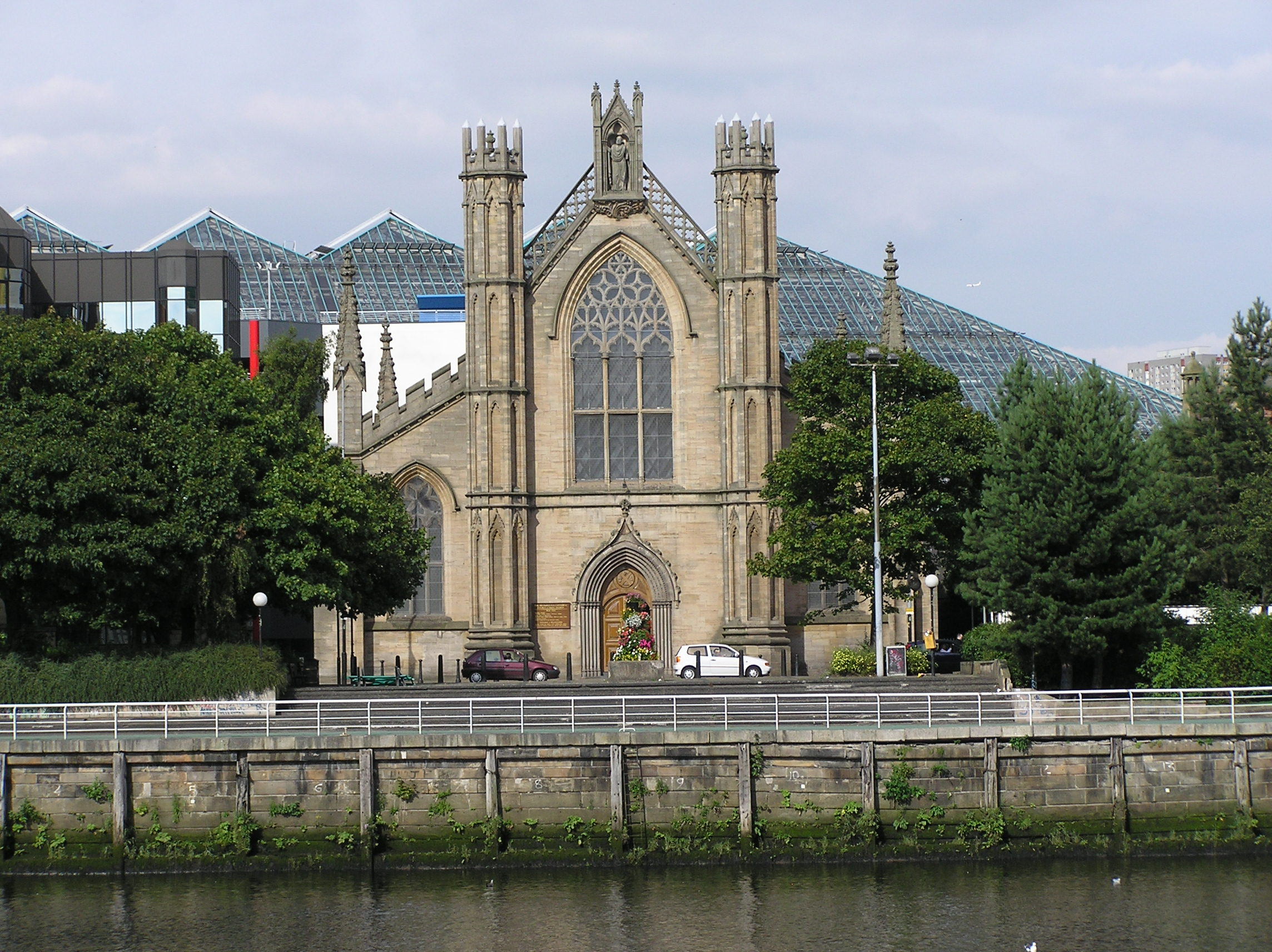
Catedral de Glasgow.

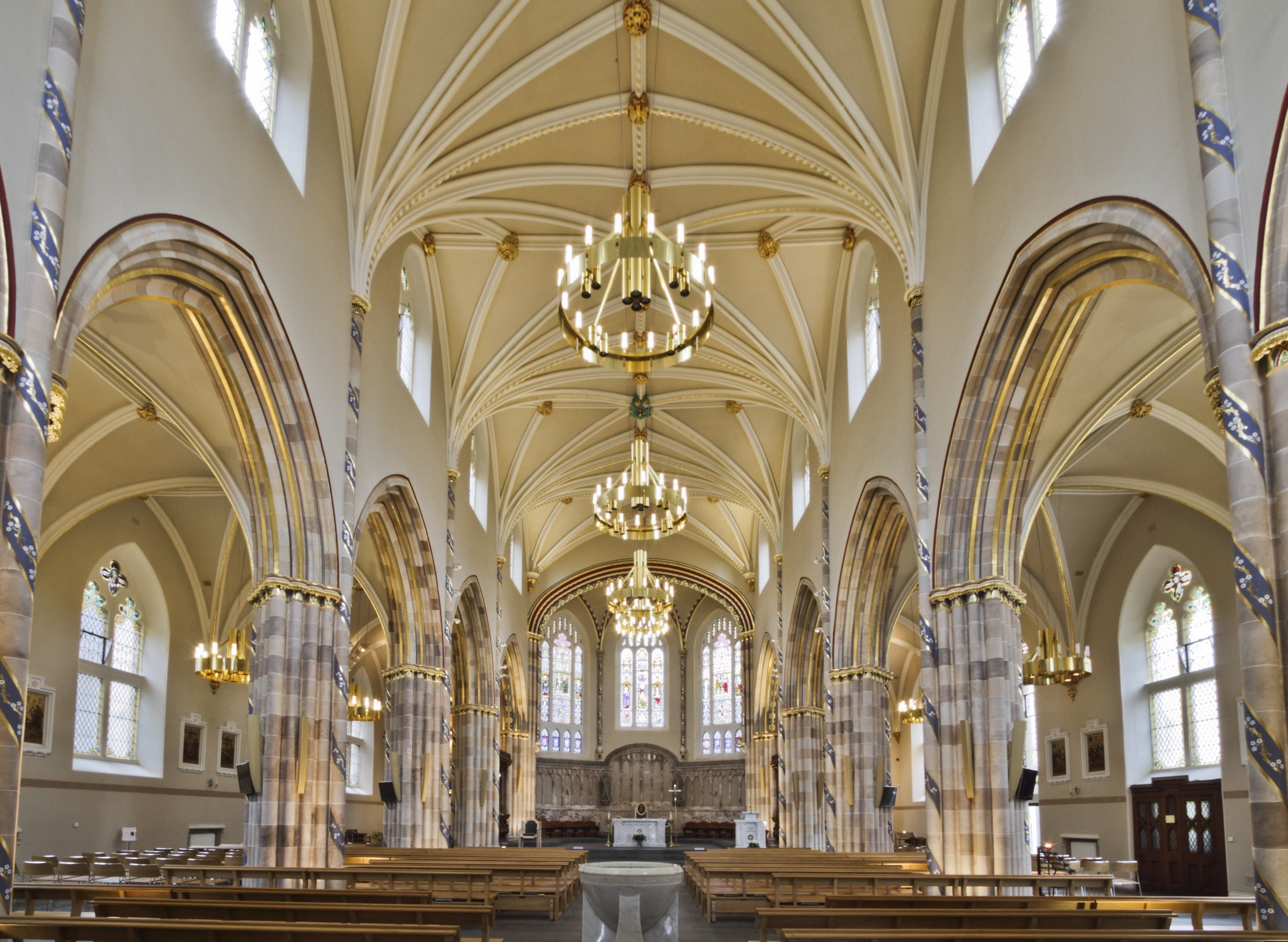
Interior

La Catedral de San Andrés (en inglés St Andrew's Cathedral) es una catedral católica ubicada en Glasgow (Escocia), siendo la principal iglesia de la arquidiócesis de Glasgow y sede de su arzobispo. Construida en estilo neogótico, se encuentra localizada en una de las orillas del río Clyde.
Desde la reforma de 1650 hasta finales de los años 1600, el culto católico en Glasgow debía ser encubierto (sólo se permitió a partir de 1778). A finales del siglo XVIII, especialmente debido a la llegada de inmigrantes irlandeses, se hizo necesaria la construcción de una iglesia católica en la ciudad. Finalizada en 1817 y diseñada por James Gillespie Graham, la iglesia reintrodujo el culto romano en Glasgow. En 1805, sólo había 450 católicos en toda la ciudad; pero cuando se culminó la iglesia, eran más de 3.000. No obstante, los habitantes de la ciudad no veían con buenos ojos la construcción de la iglesia y su hostilidad al respecto se hizo evidente: las obras adelantadas durante la mañana eran derribadas en la noche, retrasando la construcción; al final, se hizo necesaria la contratación de guardias para proteger las obras. Sin embargo, otras congregaciones donaron su dinero para la culminación del proyecto debido a las dificultades que el mismo atravesaba.
En 1889 fue elevado a la categoría de catedral y fue restaurada por la compañía Pugin & Pugin.
Fue restaurada en abril de 2011.